# Катаева, Тамара Владимировна
Тама́ра Влади́мировна Ката́ева — российская писательница, журналистка. Широкую известность получила после выхода в 2007 году своей первой книги «Анти-Ахматова». До начала писательской карьеры работала журналисткой, переводчиком, была главой представительства итальянской компании в Москве, занималась собственным бизнесом.

## Биография
Широкую скандальную известность Тамара Катаева получила в 2007 году после выхода первой книги «Анти-Ахматова». Помимо «Анти-Ахматовой» опубликовала ещё три книги: «Другой Пастернак: Личная жизнь. Темы и варьяции» (2009), «Пушкин. Ревность» (2010), «Отмена рабства: Анти-Ахматова-2» (2011).
До начала писательской карьеры Тамара Катаева работала журналисткой, переводчиком, была главой представительства итальянской компании в Москве, занималась собственным бизнесом. Один факт биографии Катаевой, о котором она сказала в интервью сразу после выхода «Анти-Ахматовой», — образование педагога-дефектолога — стал главенствующим для большинства её критиков:

— Кто вы по образованию?
— Я хотела избежать этого разговора… Я педагог-дефектолог. Сменила несколько профессий, последние десять лет сижу дома. «Анти-Ахматова» — первый литературный опыт.
Идея написания «Анти-Ахматовой» возникла спонтанно:

Это не было эпохальным событием. Поговорила дома, рассказала знакомым, выписала цитатки, написала комментарий. Потом оказалось, идея в воздухе носилась…
Об эволюции, произошедшей с Тамарой Катаевой в период от «Анти-Ахматовой» до «Другого Пастернака», Виктор Топоров написал:

Ягодки начинаются с наблюдения (потрясения): Тамара Катаева научилась писать хорошо. Замечательно хорошо! Читаешь — не оторваться <…> Катаева <…> научилась писать не просто хорошо, но и талантливо. Талант исследователя (пусть и неотшлифованный) чувствовался уже в «Анти-Ахматовой». Талант писателя (в специфическом изводе «писатель в формате ЖЗЛ») прорезался только сейчас.

## Личная жизнь
Была замужем за композитором Сергеем Павленко.

### Публикации Тамары Катаевой

#### Книги

##### «Анти-Ахматова»
- Катаева Т. Анти-Ахматова / Предисл. В. Топорова. — М.: ЕвроИНФО, 2007. — 560 с. — ISBN 5-87532-070-2.
- Катаева Т. Анти-Ахматова. — Минск: Современный литератор, 2008. — 2008. — 765 с. — (Серия «Исторические личности»). — ISBN 978-985-14-1552-2.
- Катаева Т. Анти-Ахматова. — Минск: Современный литератор, 2008. — 765 с. — (Серия «ЯЯ»). — ISBN 978-985-14-1552-9.

##### «Другой Пастернак»
- Катаева Т. Другой Пастернак: Личная жизнь. Темы и варьяции. — Минск: Современный литератор, 2009. — 605 с. — (Серия «Исторические личности»). — ISBN 978-985-14-1615-4.
- Катаева Т. Другой Пастернак: Личная жизнь. Темы и варьяции. — Минск: Современный литератор, 2009. — 605 с. — ISBN 978-985-14-1614-7.

##### «Пушкин. Ревность»
- Катаева Т. Пушкин. Ревность. — М.: АСТ, Астрель, Полиграфиздат, 2010. — 288 с. — 3000 экз. — (Серия «Исторические личности»). — ISBN 978-5-17-066388-0, ISBN 978-5-271-27468-8, ISBN 978-5-421-51346-9.
- Катаева Т. Пушкин. Ревность. — М.: АСТ, Астрель, Полиграфиздат, 2010. — 288 с. — 3000 экз. — (Серия «Жизнь замечательных людей»). — ISBN 978-5-17-069695-6, ISBN 978-5-271-30241-1, ISBN 978-5-421-51347-6.

##### «Отмена рабства: Анти-Ахматова-2»
- Катаева Т. Отмена рабства: Анти-Ахматова-2. — М.: АСТ, Астрель, 2011. — 511 с. — 3000 экз. — ISBN 978-5-17-070683-9, ISBN 978-5-271-31469-8.
- Катаева Т. Отмена рабства: Анти-Ахматова-2. — М.: АСТ, Астрель, 2011. — 511 с. — 3000 экз. — ISBN 978-5-17-070684-6, ISBN 978-5-271-31468-1.

### Интервью
- «Воскресный вечер с Игорем Ружейниковым» (недоступная ссылка) // Маяк. — 15 августа 2009.
- Кочеткова Наталья. Публицист Тамара Катаева: «Писала о нем, а думала о своем». Автор скандальной «Анти-Ахматовой» теперь выпустила книгу «Другой Пастернак» // Неделя. — 21 августа 2009.
- Автор скандальной «Анти-Ахматовой» Тамара Катаева: «Все мы не без греха» // Time Out Москва. — № 33. — 24—30 августа 2009.
- «Дутая слава Анны Ахматовой. Писатель Тамара Катаева продолжает развенчивать великих» Архивная копия от 31 января 2012 на Wayback Machine // Свободная пресса. — 4 сентября 2009.
- Копылова Вера. «Ахматова — такая злая тётя!» Архивная копия от 15 сентября 2011 на Wayback Machine // Московский комсомолец. — № 25717. — 12 августа 2011.
- Выжутович Валерий. Всё не так Архивная копия от 26 марта 2012 на Wayback Machine // Российская газета (Неделя). — № 5689 (16). — 26 января 2012.